# Wilhelm z Donjeon
Wilhelm z Donjeon, również: Wilhelm Donjeon z Bourges lub Wilhelm Wyznawca, właśc. fr. William Dungeon lub William Donjeon (ur. ok. 1135 lub 1150 na zamku w Arthel w Burgundii, zm. 10 stycznia 1209 w Bourges) – kanonik, cysters, arcybiskup Bourges (od 1200), święty Kościoła katolickiego.
Pochodził ze szlacheckiej rodziny grafów w Nevers. Jego ojciec Baldwin Donjeon oddał go na wychowanie jego stryjowi, archidiakonowi w Soissons, który przygotowywał go do życia zakonnego od najmłodszych lat. Tam też został kanonikiem i otrzymał kanonię rychło rezygnując z niej. Był również kanonikiem w Paryżu. Poszukując drogi życiowej udał się do opactwa Grandmont koło Limoges, założonego przez św. Stefana z Muret, (obecnie część Saint-Sylvestre) a następnie do Pontigny, gdzie wstąpił do zakonu cystersów. Wkrótce został tam przeorem i kolejno opatem w cysterskim klasztorze Fontainejean (franc. Abbaye de Fontainejean) (obecnie w gminie  Saint-Maurice-sur-Aveyron) oraz w Chaalis niedaleko Senlis. Szczególną cześć oddawał Najświętszemu Sakramentowi. Jego kandydaturę na biskupa Bourges wysunął biskup Paryża w 1199 roku. Wawrzyniec urząd objął niechętnie w 1200 z polecenia swojego przełożonego generała zakonu z Citeaux, sprawując go przez dziewięć lat i zachowując przy tym regułę cysterską. Dał się poznać jako obrońca ubogich i chorych oraz jako obrońca dyscypliny i praw Kościoła przed królem Francji Filipem II Augustem i przed papieżem Innocentym III. Podjął się kontynuacji budowy katedry św. Szczepana (św. Stefana), rozpoczętej przez swego poprzednika Henryka de Sully, odprawiwszy w niej pierwszą uroczystą mszę na Boże Narodzenie w 1208 roku. Zmarł podczas modlitwy po Objawieniu Pańskim w 1209 roku. Życzeniem Wilhelma Donjeon było, aby został pochowany we włosienicy i w popiele.

## Kult
Proces kanonizacyjny wszczęto zaraz po jego śmierci, jednakże Innocenty III uchylił go. Kanonizacji dokonał dopiero Honoriusz III w 1218 roku.
Wspomnienie liturgiczne św. Wilhelma w Kościele katolickim obchodzone jest 10 stycznia za Martyrologium Rzymskim.
W zakonach cystersów i trapistów dzień pamięci przeniesienia relikwii przypada na 5 maja a wspomnienie przeniesiono z 10 na 19 stycznia.
Święty Wilhelm jest patronem dzieci.
W ikonografii przedstawiany jest jako biskup umierających.